# 폴라 스타우트
폴라 스타우트(영어: Pola Stout, 1902년 1월 8일 ~ 1984년 10월 12일)는 미국에서 활동한 오스트리아-헝가리 출신의 디자이너다. 빈에서 요제프 호프만을 사사하고 빈 공방을 위한 디자인 작업을 맡았다. 이후 미국으로 이주해 디올과 같은 유명 패션 브랜드를 위해 텍스타일을 만들었다.
결혼 전 이름은 폴라 조세핀 와인바흐였다.

## 활동
응용미술학교에서 수학한 4년 동안 빈 공방을 위한 직물을 디자인하고 지그문트 프로이트의 고벨린(Gobelins) 태피스트리를 수선했다. 이때 학비를 마련하기 위해 6주 동안 공원 벤치에서 살기도 했다 이후 파리에 살면서 패브릭 공방에서 일했다. 1925년 12월 28일, 요제프 호프만의 아들인 볼프강 호프만과 결혼했다. 둘은 미국으로 이민을 갔고 9개월 후 맨해튼의 매디슨가에 있는 요제프 우르반의 사무실과 독립적인 디자인 파트너십을 맺었다.
처음 미국에서 디자인한 물건은 전등갓과 여성용 모자였다. 부부는 뉴욕에 있는 두 개의 예술 영화관에서 건축 경력을 시작했다. 이때 지어진 건물이 브루클린의 세인트 조지 극장과 맨해튼의 리틀 카네기 극장이다. 카네기 홀에서 동쪽으로 불과 몇 걸음 거리에 위치한 리틀 카네기는 당시 유행하던 호화로운 영화관과 대조되는 친근한 모더니스트 양식을 보여준다. 상영관과 함께 미술 갤러리, 브리지 룸, 탁구장, 라운지와 무도회장이 독특한 구성을 이룬다. 1982년에 철거되었지만, 깔끔한 은색과 검은색 인테리어와 영화에 대한 헌신으로 세련된 뉴요커들에게 높이 평가되었다. 인테리어 디자인 분야에서, 볼프강과 폴라 호프만은 20세기 초 아메리칸 모더니즘의 발전에 크게 기여했다고 평가받는다.
1940년, 스타우트는 루스벨트 대통령이 제2차 세계 대전 기간 동안 착용한 네이비와 아이보리 격자 무늬 모직 셔츠를 제작했다. 1949년 7월에는 엘리너 루스벨트가 직접 진행하는 라디오 프로그램에 출연하기도 했다. 이후로도 스타우트는 루스벨트 영부인을 위해 특별히 디자인하고 짜낸 직물 컬렉션을 선물하곤 했다.

## 작품

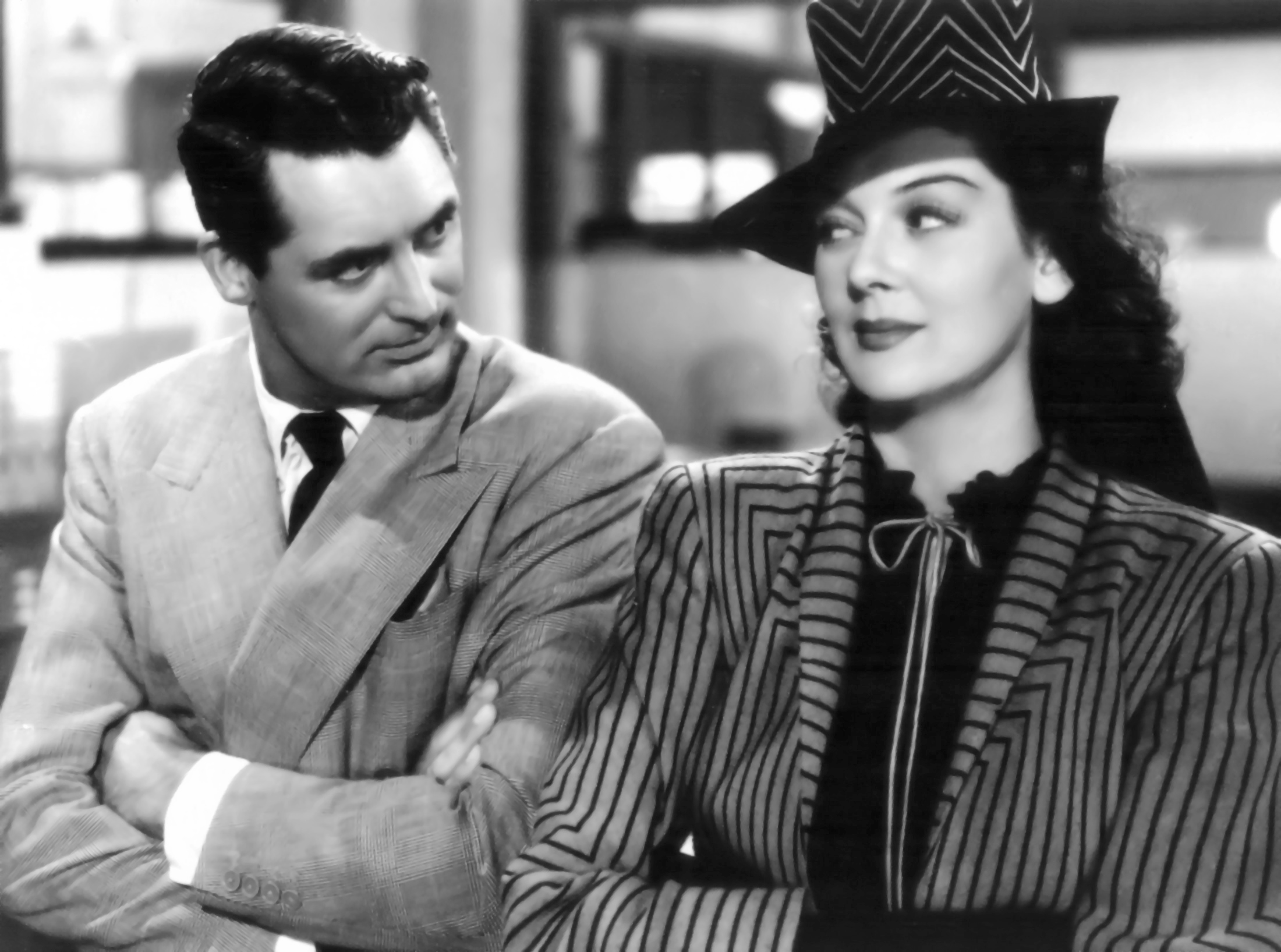
폴라 스타우트가 디자인한 직물은 《히스 걸 프라이데이》와 같은 여러 영화의 의상에 사용되었다.
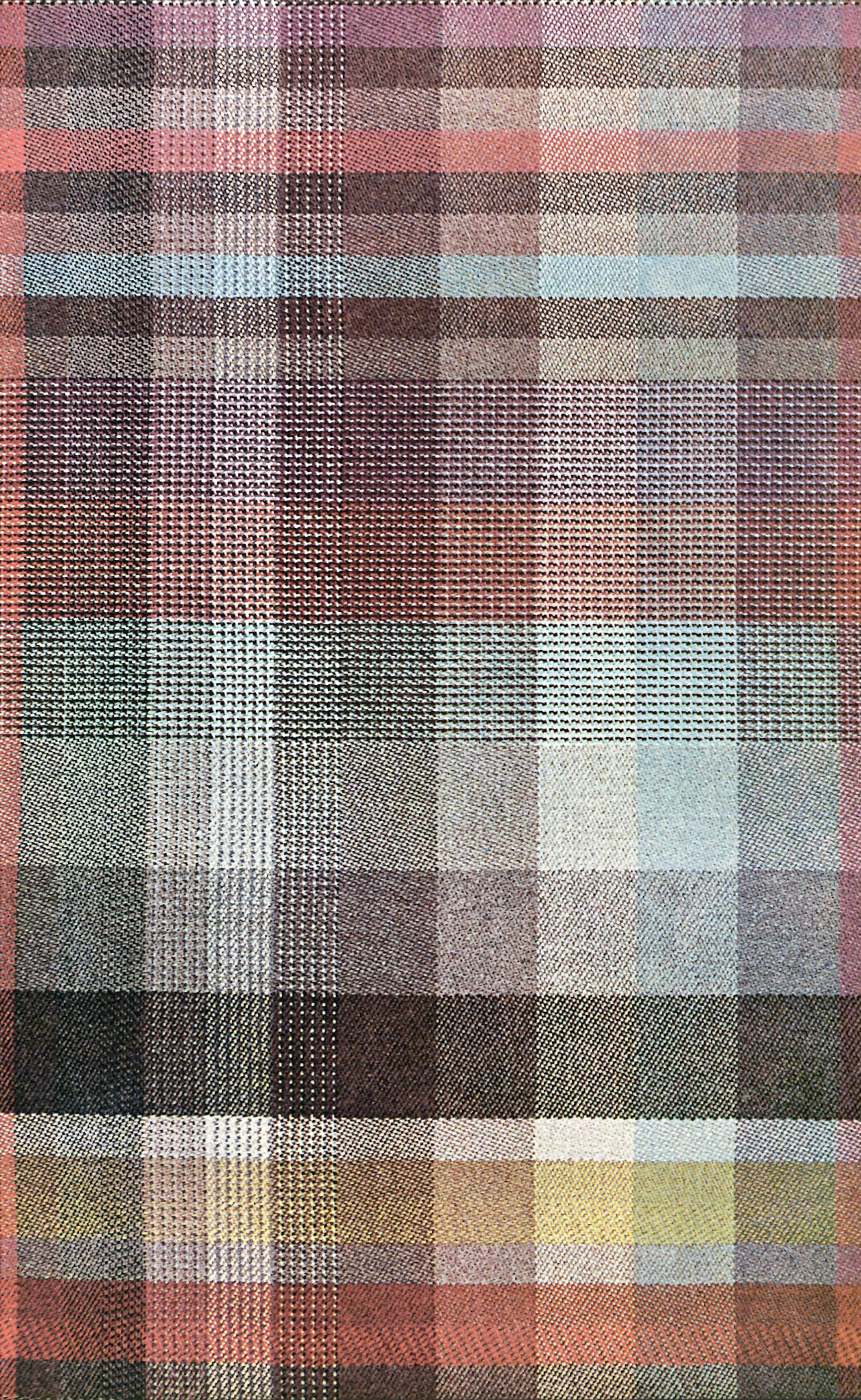
1961년 패브릭스 인터내셔널에 출품된 폴라 스타우트의 패턴. 담요를 위해 제작되었다.
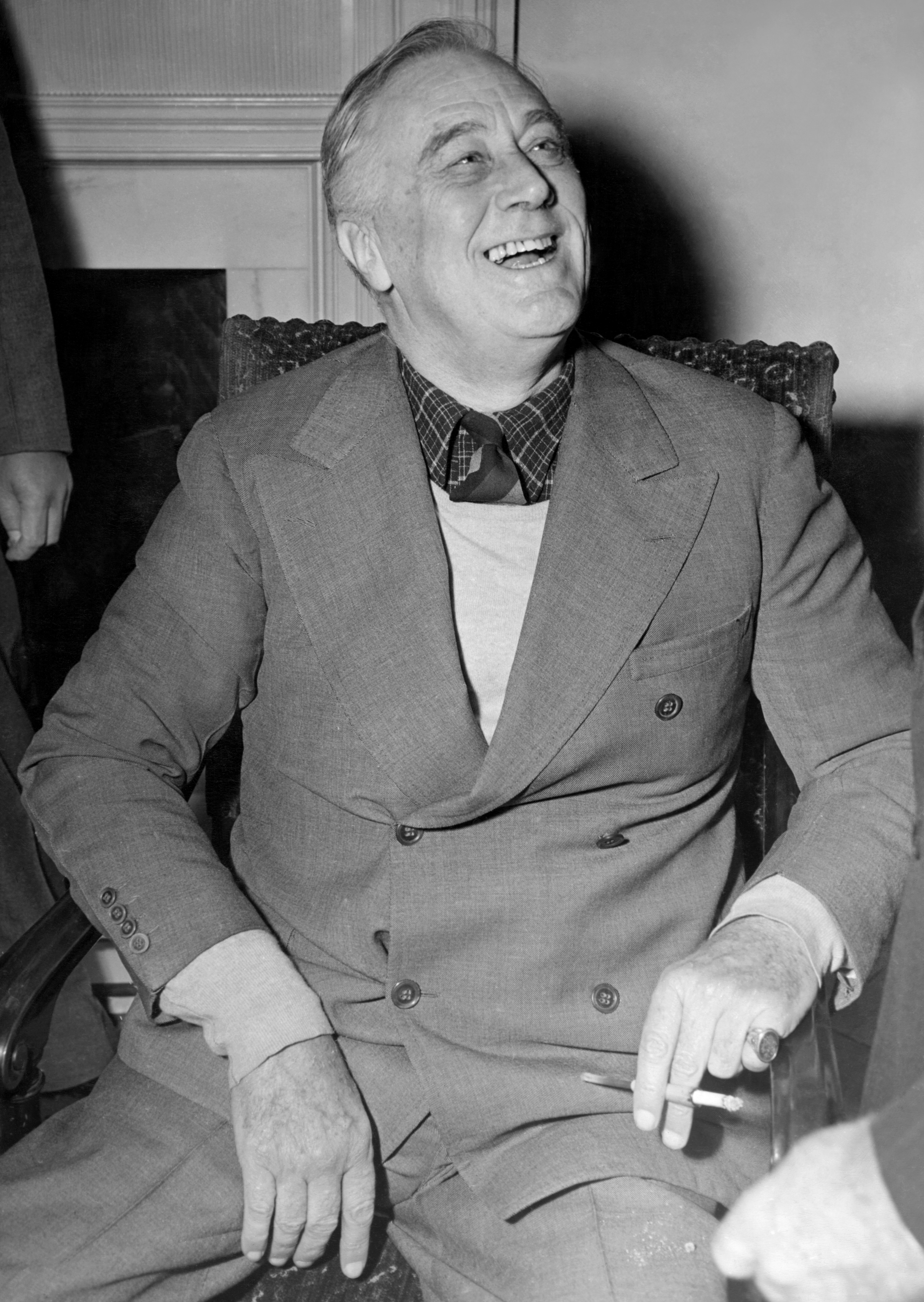
폴라 스타우트가 디자인한 셔츠를 입은 프랭클린 D. 루스벨트. 1943년 촬영.
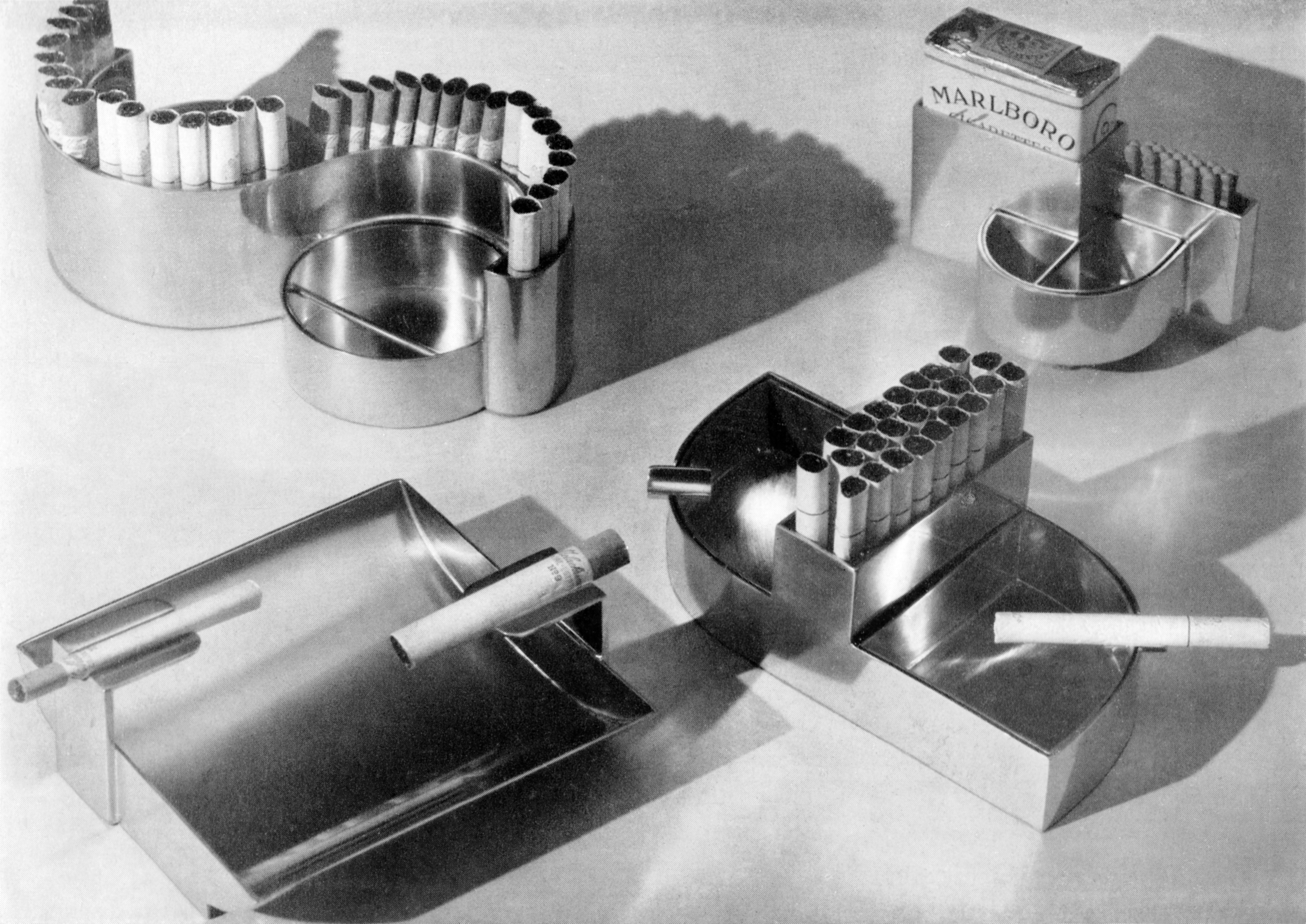
볼프강 호프만과 함께 디자인한 재떨이
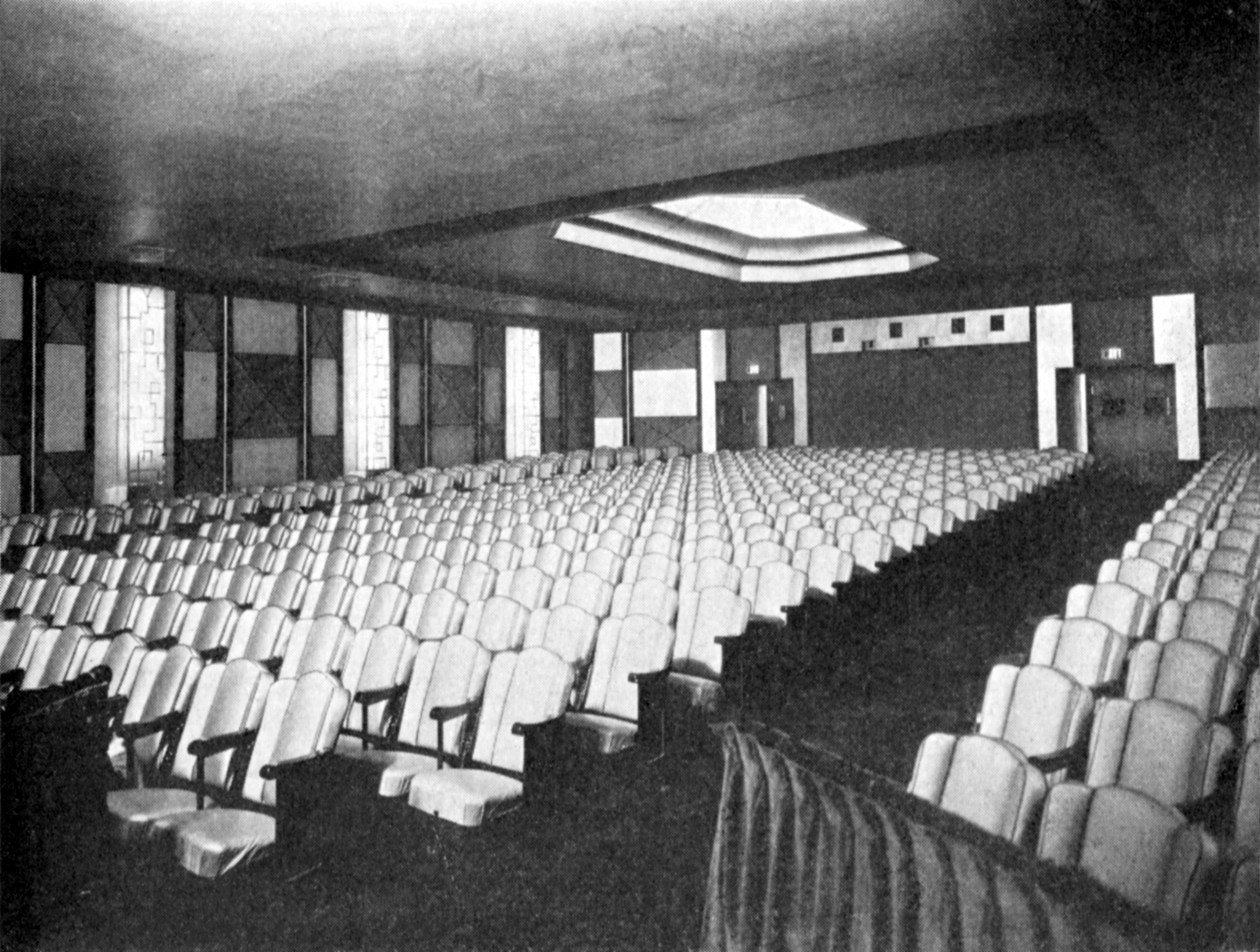
리틀 카네기 극장의 상영관

## 참고 문헌
1. ↑  “POLA STOUT, 82, IS DEAD; A DESIGNER OF TEXTILES” [폴라 스타우트 부고]. 《The New York Times》 (미국 영어). 1984년 10월 17일. ISSN 0362-4331. 2023년 3월 11일에 확인함.
2. ↑  Pope, Virginia (1940년 3월 17일). “Blends Color Harmonies Into Fine Garment Fabric; Pola Stout Began Art in Vienna Which Has Put Her Name in Product of One American Mill”. 《The New York Times》 (미국 영어). ISSN 0362-4331. 2023년 3월 11일에 확인함.
3. ↑  McAleer, John J. (1977). 《Rex Stout : a biography》 1판. Boston: Little, Brown. ISBN 0-316-55340-9.
4. ↑  Howes, Durward (1935). 《American women; the official who's who among the women of the nation.》. Los Angeles, Calif.: Richard Blank publishing company.
5. ↑  《Shaping the modern : American decorative arts at the Art Institute of Chicago, 1917-65.》. Chicago: Art Institute of Chicago. 2001. ISBN 0-86559-187-3.
6. 1 2  “The Brooklyn Daily Eagle from Brooklyn, New York on August 23, 1931 · Page 65” (영어). 2023년 3월 11일에 확인함.
7. ↑  Pope, Virginia (1940년 3월 17일). “Blends Color Harmonies Into Fine Garment Fabric; Pola Stout Began Art in Vienna Which Has Put Her Name in Product of One American Mill”. 《The New York Times》 (미국 영어). ISSN 0362-4331. 2023년 3월 11일에 확인함.
8. ↑  Motion Picture News, Inc (1928년 10월). 《Motion Picture News (Oct-Dec 1928)》. New York,  Motion Picture News, Inc.
9. ↑  “LITTLE CARNEGIE'S SCREEN IS LIT AGAIN”. 《The New York Times》 (미국 영어). 1985년 11월 8일. ISSN 0362-4331. 2023년 3월 11일에 확인함.
10. 1 2  "Pola Stout Correspondence with Grace Tully" (PDF). The Wolfe Pack.
11. ↑  “Recorded Speeches and Utterances by Eleanor Roosevelt, 1933–1962”. 《프랭클린 D. 루스벨트 대통령 기록관》 (영어). 2023년 3월 11일에 확인함.